# Xã Cordova, Quận Le Sueur, Minnesota
Xã Cordova (tiếng Anh: Cordova Township) là một xã thuộc quận Le Sueur, tiểu bang Minnesota, Hoa Kỳ. Năm 2010, dân số của xã này là 471 người.